# Вольная борьба на летних Олимпийских играх 1972 — до 48 кг
Соревнования по вольной борьбе в рамках Олимпийских игр 1972 года в первом наилегчайшем весе (до 48 килограммов) прошли в Мюнхене с 27 по 31 августа 1971 года во «Wrestling-Judo Hall».
Турнир проводился по системе с начислением штрафных баллов.
- 0 штрафных очков в случае чистой победы или дисквалификации противника, а также неявки;
- 0,5 штрафных очка в случае победы ввиду явного технического превосходства (на восемь и более баллов);
- 1 штрафное очко в случае победы по баллам (с разницей менее восьми баллов);
- 2 штрафных очка в случае результативной ничьей;
- 2,5 штрафных очка в случае безрезультатной ничьей (пассивной ничьей);
- 3 штрафных очка в случае поражения по баллам (с разницей менее восьми баллов);
- 3,5 штрафных очка в случае поражения ввиду явного технического превосходства соперника (на восемь и более баллов);
- 4 штрафных очка в случае чистого поражения или дисквалификации а также неявки.

Трое оставшихся борцов выходили в финал, где проводили встречи между собой. Встречи между финалистами, состоявшиеся в предварительных схватках, шли в зачёт. Схватка по регламенту турнира продолжалась 9 минут в три трёхминутных периода, в партер ставили менее активного борца. Мог быть назначен овертайм.
В первом наилегчайшем весе боролись 14 участников. Самым молодым участником был 19-летний северокореец Чан До Рен, самым возрастным 35-летний Рольф Лакур.
Соревнования в этой весовой категории проводились впервые на Олимпийских играх, но с 1969 года проводились чемпионаты мира, и на всех них победителем (трижды) был Ибрагим Джавади; он же и рассматривался как неоспоримый фаворит в борьбе за «золото». Однако в первом же круге Джавади оступился, сведя вничью встречу с агрессивным молодым дебютантом из США, и это в конечном итоге, сыграло свою роль. В финал вышли Джавади, советский борец, чемпион Европы 1969 года Роман Дмитриев и болгарин, бронзовый призёр чемпионата мира 1971 года Огнян Николов, при этом Дмитриев уже победил Николова. В первой финальной встрече иранец одолел Дмитриева, но был настолько вымотан встречей, что проиграл следующую встречу Николову. Таким образом, все финалисты имели в активе по одной, выигранной в финале, встрече и по одному поражению, и места распределились исходя из количества штрафных баллов, а их было меньше всего у Дмитриева.

## Медалисты
- Роман Дмитриев (URS)
- Огнян Николов (BUL)
- Ибрагим Джавади (IRI)

## Первый круг
| Штрафных баллов | Участник 1            | Результат               | Участник 2                    | Штрафных баллов |
| --------------- | --------------------- | ----------------------- | ----------------------------- | --------------- |
| 2               | Сефер Байгин (TUR)    | Ничья                   | Огнян Николов (BUL)           | 2               |
| 0,5             | Аттила Латак (HUN)    | За явным превосходством | Гад Зобари (ISR)              | 3,5             |
| 2               | Серхио Гонсалес (USA) | Ничья                   | Ибрагим Джавади (IRI)         | 2               |
| 1               | Рольф Лакур (FRG)     | По очкам                | Базаррагчаагийн Жамсран (MGL) | 3               |
| 1               | Юрген Мёбиус (GDR)    | По очкам                | Чан До Рен (PRK)              | 3               |
| 1               | Масахико Умэда (JPN)  | По очкам                | Йон Арапу (ROU)               | 3               |
| 0               | Роман Дмитриев (URS)  | Туше (8:14)             | Адкар Марути (IND)            | 4               |

## Второй круг
| Штрафных баллов | Участник 1            | Результат   | Участник 2                    | Штрафных баллов |
| --------------- | --------------------- | ----------- | ----------------------------- | --------------- |
| 2               | Огнян Николов (BUL)   | Туше (3:50) | Гад Зобари (ISR)              | 7,5             |
| 2               | Сефер Байгин (TUR)    | Туше (0:45) | Аттила Латак (HUN)            | 4,5             |
| 2               | Ибрагим Джавади (IRI) | Туше (4:09) | Базаррагчаагийн Жамсран (MGL) | 7               |
| 4               | Серхио Гонсалес (USA) | Ничья       | Рольф Лакур (FRG)             | 3               |
| 4               | Йон Арапу (ROU)       | По очкам    | Юрген Мёбиус (GDR)            | 4               |
| 4               | Чан До Рен (PRK)      | По очкам    | Адкар Марути (IND)            | 7               |
| 1               | Роман Дмитриев (URS)  | По очкам    | Масахико Умэда (JPN)          | 4               |

## Третий круг
| Штрафных баллов | Участник 1            | Результат               | Участник 2         | Штрафных баллов |
| --------------- | --------------------- | ----------------------- | ------------------ | --------------- |
| 2               | Огнян Николов (BUL)   | Туше (0:50)             | Аттила Латак (HUN) | 8,5             |
| 2,5             | Ибрагим Джавади (IRI) | За явным превосходством | Сефер Байгин (TUR) | 5,5             |
| 6               | Серхио Гонсалес (USA) | Ничья                   | Юрген Мёбиус (GDR) | 6               |
| 4               | Йон Арапу (ROU)       | Туше (8:18)             | Рольф Лакур (FRG)  | 7               |
| 5               | Масахико Умэда (JPN)  | По очкам                | Чан До Рен (PRK)   | 7               |
| 1               | Роман Дмитриев (URS)  | Пропускал               |                    |                 |

## Четвёртый круг
| Штрафных баллов | Участник 1            | Результат | Участник 2           | Штрафных баллов |
| --------------- | --------------------- | --------- | -------------------- | --------------- |
| 2               | Роман Дмитриев (URS)  | По очкам  | Огнян Николов (BUL)  | 5               |
| 6,5             | Сефер Байгин (TUR)    | По очкам  | Йон Арапу (ROU)      | 7               |
| 3,5             | Ибрагим Джавади (IRI) | По очкам  | Масахико Умэда (JPN) | 8               |

## Финал

### Встреча 1
| Штрафных баллов | Участник 1            | Результат | Участник 2           | Штрафных баллов |
| --------------- | --------------------- | --------- | -------------------- | --------------- |
| 4,5             | Ибрагим Джавади (IRI) | По очкам  | Роман Дмитриев (URS) | 5               |
| 5               | Огнян Николов (BUL)   | Пропускал |                      |                 |

### Встреча 2
| Штрафных баллов | Участник 1           | Результат | Участник 2            | Штрафных баллов |
| --------------- | -------------------- | --------- | --------------------- | --------------- |
| 6               | Огнян Николов (BUL)  | По очкам  | Ибрагим Джавади (IRI) | 7,5             |
| 5               | Роман Дмитриев (URS) | Пропускал |                       |                 |